# Gebensbach

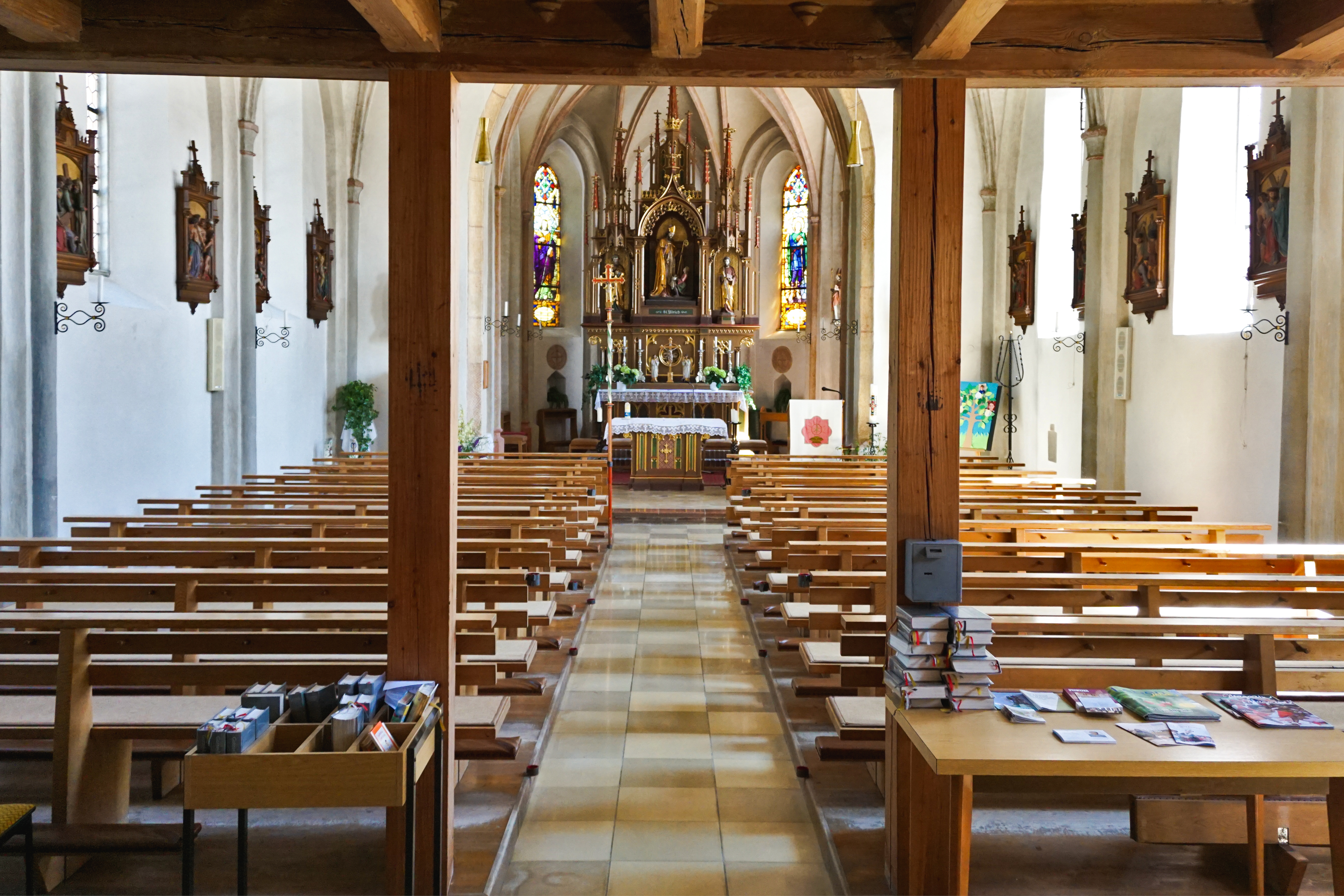
Innenraum der Kirche St. Ulrich

Gebensbach ist ein Gemeindeteil der Gemeinde Taufkirchen im Landkreis Erding in Oberbayern.

## Geographie
Das Pfarrdorf liegt 8 km östlich vom Hauptort Taufkirchen (Vils), unmittelbar an der Gemeindegrenze zu Velden.

## Geschichte
Die katholische Pfarrkirche St. Ulrich ist ein spätgotischer Saalbau mit eingezogenem polygonalem Chorabschluss, angefügter Sakristei und Sattelturm mit Treppengiebel, bezeichnet mit „1524“. Gebensbach wurde mit dem bayerischen Gemeindeedikt von 1818 eine eigenständige Gemeinde. Diese umfasste die Orte Achatsberg, Bach, Birka, Brandhub, Gebensbach, Geiering, Geratsberg, Glockshub, Grub, Grund, Hauseck, Hienfurth, Kammerlehen, Lain, Lederstätt, Neuhub, Reichennehaid (1752 „Nöhaydt“), Rottberg, Seisenberg, Valtlstraß, Wanding, Weinberg, Wies und Winkl. Die Gemeinde Gebensbach wurde am 1. Januar 1972 nach Taufkirchen eingemeindet.